# Pastinaca
Pastinaca és un gènere de plantes amb flors dins la família de les apiàcies. Consta d'unes 14 espècies. En català la paraula llatina pastinaca ha originat el mot pastanaga que en realitat és d'un altre gènere d'apiàcies. La xirivia és l'espècie Pastinaca sativa.

## Algunes espècies
- Pastinaca armena
- Pastinaca clausii
- Pastinaca lucida
- Pastinaca pimpinellifolia
- Pastinaca sativa
- Pastinaca umbrosa